# Beaver Island (ö i Falklandsöarna)
Beaver Island är en ö i territoriet Falklandsöarna (Storbritannien). Den ligger i västra delen av ögruppen, 240 km väster om huvudstaden Stanley.